# Thiès Ouest
Thiès Ouest ist einer der drei Stadtbezirke (Communes) der Großstadt Ville de Thiès in der Region Thiès, gelegen im zentralen Westen Senegals.

## Geografie
Thiès Ouest nimmt den Südwesten und Westen der Stadt ein. Der Stadtbezirk hat eine Fläche von 10,31 km². und ist vollständig bebaut. Er ist der bevölkerungsärmste Stadtbezirk. Von Südwesten über Westen bis Nordwesten grenzt er an die Kragengemeinde Fandène, die das Stadtgebiet der Ville de Thiès allseitig umschließt. Hauptsächlich entlang der südwestlichen Stadtgrenze ist die Bebauung von Thiès Ouest nahtlos mit den dortigen bevölkerungsstarken Ortschaften der Kragengemeinde zusammengewachsen.

## Geschichte
Im Jahr 2008 wurde Thiès ähnlich der kommunalen Gliederung der Hauptstadt Dakar als Großstadt Ville de Thiès in die drei communes d’arrondissement Thiès Nord, Thiès Est und Thiès Ouest zergliedert. Thiès Est ist zusammen mit Thiès Ouest dem Arrondissement de Thiès Sud unterstellt. Im Jahr 2014 erhielten die drei Stadtbezirke von Thiès, wie in Senegal alle communes d'arrondissement, den landesweit einheitlichen Status einer Gemeinde (commune).

## Bevölkerung
Die letzten Volkszählungen ergaben für den Stadtbezirk jeweils folgende Einwohnerzahlen:
| Jahr | Einwohner |
| ---- | --------- |
| 2002 | –         |
| 2013 | 81.587    |
| 2023 | 88.859    |

## Infrastruktur und Verkehr
Vom Stadtzentrum, das zu Thiès Nord gehört, kommt die Nationalstraße N 1 und durchquert den Stadtbezirk auf dem Weg nach Westen über Pout in Richtung der Hauptstadt Dakar, gemeinsam mit den Gleisanlagen der Bahnstrecke Dakar–Niger. Zwischen der Bahnlinie und der N1 liegt ein ausgedehntes Gewerbegebiet.
Im Stadtbezirk liegt auch das Stade Lat-Dior, das die Senegalesische Fußballnationalmannschaft für ihre Heimspiele nutzt.